# Carebara brevipilosa
Carebara brevipilosa is een mierensoort uit de onderfamilie van de Myrmicinae. De wetenschappelijke naam van de soort is voor het eerst geldig gepubliceerd in 2004 door Fernández.